# Woodlands (Manitoba)
Woodlands es un municipio rural canadiense situado en la provincia de Manitoba.

## Superficie
Woodlands tiene una superficie de 1197,59 km².

## Demografía
En 2021, tenía 3797 habitantes, una densidad poblacional de 3,2 hab./km², y 1483 viviendas.